# 楯山部屋
楯山部屋（たてやまべや）は、かつて存在した相撲部屋。

## 沿革
3代仮名頭次平が天保年間に幕内三楯山藤太夫を育てた。
5代大槙幸治は大関若嶌久三郎を育てるが途中で死去。若嶌は明治15年（1882年）6月より二枚鑑札で部屋を継承した。引退後に楯甲久四郎の入幕が決まった直後の明治24年（1891年）1月に死去。楯甲らは粂川部屋へ移籍した。
その後友綱部屋の元幕下友響治三郎が、熊ヶ谷部屋から移籍してきた関脇清瀬川敬之助とその一党を受け入れ、一時的に部屋の看板を掲げたが、昭和4年（1929年）9月場所後に清瀬川が引退し、伊勢ヶ濱を襲名したときに、部屋ごと伊勢ヶ濱に譲り自身も部屋付き親方となったが、昭和34年（1959年）1月廃業した。